# Polske zloty
Zloty (polsk: złoty [ˈzwɔtɨ], forkortelse zł) er den polske møntenhed og valuta.
Złoty betyder "et guldstykke" på polsk.
På grund af hyperinflation i de første år af 1990'erne, blev decimalen flyttet fire positioner. 10.000 af den gamle valuta (PLZ) blev til en ny zloty (PLN).
Zloty blev introduceret i 1924 efter hyperinflation og monetært kaos i årene efter 1. verdenskrig. Den afløste den polske mark (1 zloty = 1.800.000 mark), som havde været i brug siden 1919. 
Polen er forpligtet til at indføre euroen, men det forventes ikke at ske i den nærmeste fremtid.
1 zloty = 100 groszy 
1 zloty = 1,75 danske kroner (November 2019)